# NGC 7101
NGC 7101 је галаксија у сазвежђу Пегаз која се налази на NGC листи објеката дубоког неба.
Деклинација објекта је + 8° 52' 38" а ректасцензија 21h 39m 34,5s. Привидна величина (магнитуда) објекта NGC 7101 износи 13,5 а фотографска магнитуда 14,5. NGC 7101 је још познат и под ознакама MCG 1-55-7, CGCG 402-12, NPM1G +08.0499, PGC 67118.